# Издательство Университета Алабамы
Издательство Университета Алабамы (англ. University of Alabama Press) — издательское подразделение Алабамского университета.
Редакционная коллегия издательства, состоящая из представителей всех государственных университетов Алабамы, присуждающих докторские степени, наблюдает за программой публикаций. Отбираются проекты, которые поддерживают, расширяют и сохраняют академические исследования. Университетское издательство также издает книги, которые способствуют пониманию истории и культуры этого штата и региона.
Как единственное академическое издательство в штате Алабама, оно в прошлом сотрудничало с такими учреждениями, как Бирмингемский художественный музей и Сэмфордский университет, а также College of Agriculture, Музей изящных искусств Джула Коллинза Смита и Pebble Hill Center for the Humanities в Обернском университете. Импринтом издательства Алабамского университета является Fiction Collective Two (FC2), публикующий экспериментальную литературу.

## История и деятельность

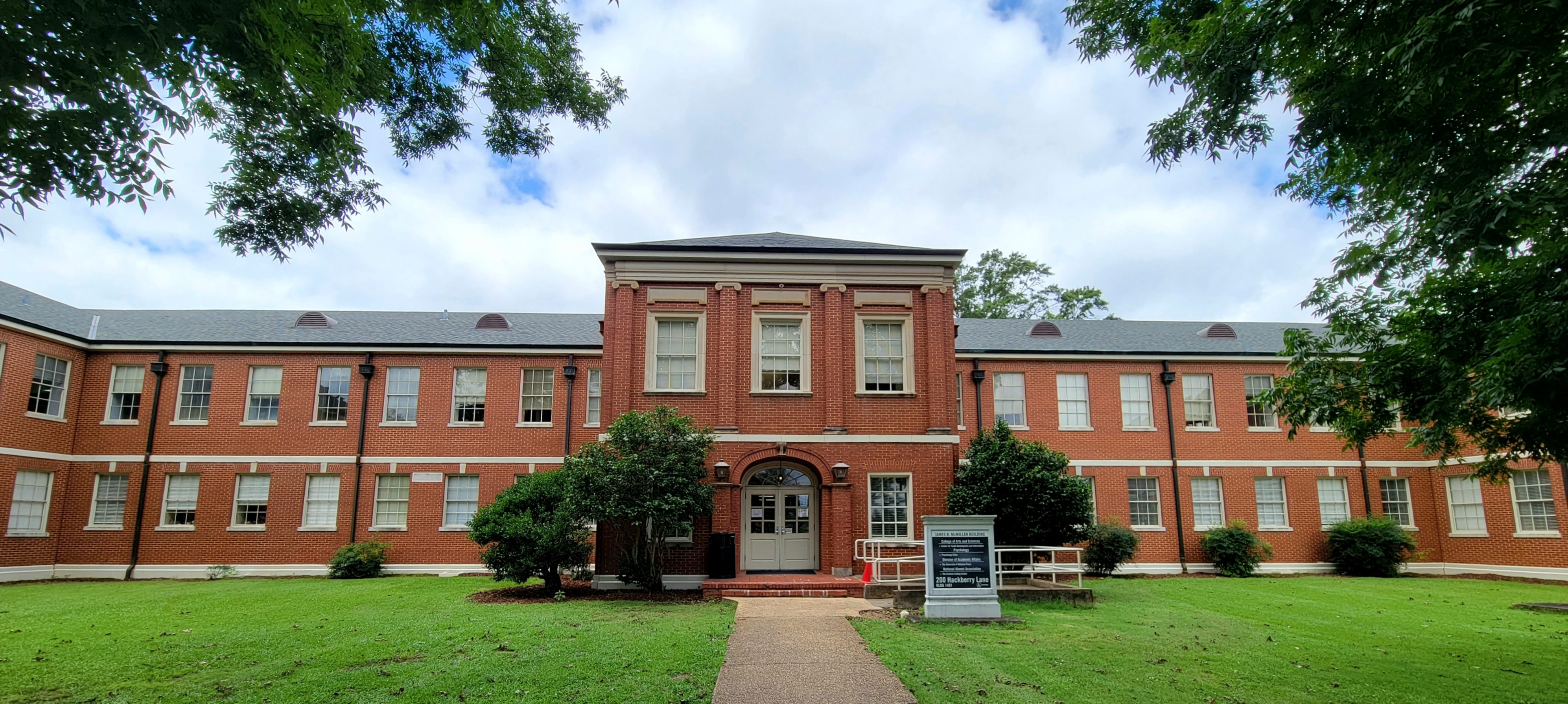
James B. McMillan Building, где находится офис издательства

Издательство Университета Алабамы было основано осенью 1945 года Джеймсом Бенджамином Макмилланом (James Benjamin McMillan, 1907—1996)), ставшим его первым директором. Первой изданной работой университетского издательства стала «New Horizons in Public Administration» Роско Мартина, которая появилась в феврале 1946 года. В 1964 году издательство Университета Алабамы присоединилась к Ассоциации издательств американских университетов. Оно публикует от 60 до 65 новых книг в год.
Издательство имеет ряд наград за свои публикации. В частности оно было награждено премией General Basil W. Duke Award от организации Military Order of the Stars and Bars за публикацию в 2006 году мемуаров Маркуса Тони «The Privations of a Private» о Гражданской войне в США.